# Ondine (ballet)
Ondine es un ballet en tres actos y seis escenas con coreografía de Jules Perrot, música de Cesare Pugni y libreto inspirado en la novela Undine de Friedrich de la Motte Fouqué. Pugni dedicó su partitura a Augusta, duquesa de Cambridge, una balletómana y mecenas de las artes de Londres. Mientras que la producción original de Londres usó el título Ondine, ou La naïade, Perrot organizó un renacimiento del ballet bajo el título, La naïade et le pêcheur, un título que se usó para todas las producciones posteriores del ballet.

## Historia
La obra fue presentada por primera vez, por el ballet del Her Majesty's Theatre de Londres, el 22 de junio de 1843. Fanny Cerrito bailaba el papel principal, mientras que el propio Perrot interpretaba a su amado mortal, el pescador Mateo.
El escenario original fue diseñado por William Grieve. Una revista contemporánea la describió como "... una de las producciones más hermosas de las que se jactó jamás cualquier escenario" y elogió a Cerrito como una "... diosa reveladora de pasos".
La partitura de Cesare Pugni fue aclamada como una obra maestra de la música de ballet. The Times, un periódico de Londres, describió la partitura de Pugni como 

... singularmente apropiado, bastante descriptivo, y agrega encanto y perfección al ballet. En la escena en la que el joven pescador Mateo es transportado a las profundidades del mar, y las náyades danzan sus muchas fascinaciones a su alrededor, los acompañamientos musicales que describen el ascenso y descenso de las olas son eminentemente característicos y hermosos: la propia ondulación del flujo, y el sonido de reflujo sobre la hebra de guijarros se escuchan, y satisfacen completamente el oído.

## Sinopsis

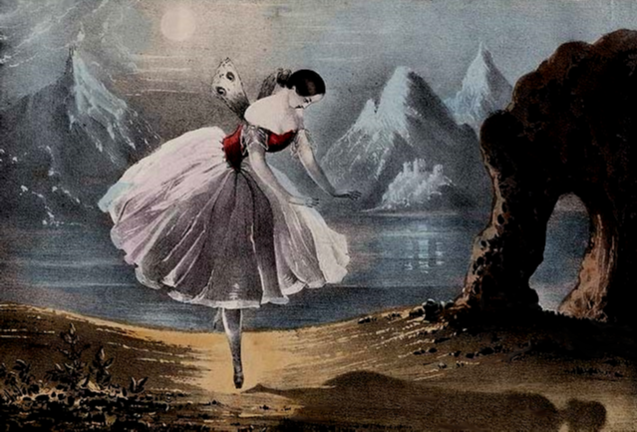
Ilustración de Currier e Ives

El ballet se parecía poco a la Undine de la Motte Fouqué:

La trama no se parece más a la historia del barón romántico que a la de Robinson Crusoe, excepto en la medida en que una ninfa del agua es la heroína. Por lo tanto, los lectores de Undine tienen que desaprender todo lo que saben, si quieren evitar la confusión mientras presencian las maravillas del nuevo ballet.

Su único punto en común parece ser el infortunado amor de una hada del agua, Ondine, por un hombre mortal que ya tiene una novia mortal. Sin embargo, la divergencia del ballet con la novela original "deriva de obras intermedias que vinculan el libro y el ballet, que Perrot utilizó para enriquecer y realzar su concepción teatral". Los mayores cambios que Perrot hizo en la trama básica fueron el cambio de ubicación del Danubio oscuro y evocador, a las costas más soleadas de Sicilia, y la transformación del aristocrático Sir Huldbrand en el humilde pescador Mateo, mientras que Bertalda, rival de Ondine, se convirtió en la huérfana Giannina. En muchos sentidos, el ballet de Perrot se parece más a la obra de teatro de la historia de René-Charles Guilbert de Pixerécourt, Ondine, ou la Nymphe des Eaux, que se presentó por primera vez en París en 1830 mientras Perrot también actuaba allí.

## Reposiciones

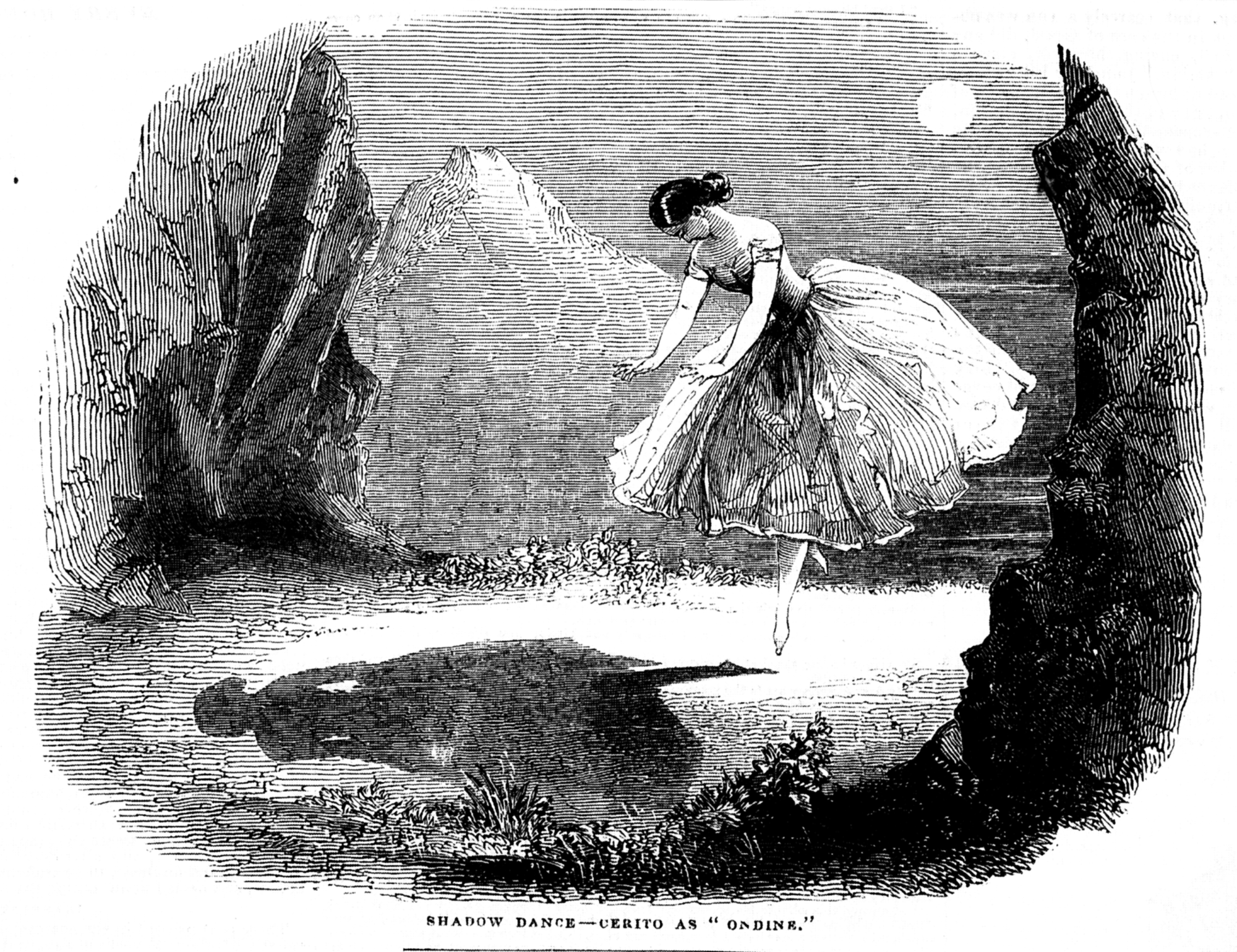
Litografía de Carlotta Grisi en el Pas de l 'ombre de la producción original deOndine, ou La naïade en Her Maejesty's Theatre. Londres, 1843.

Durante su trabajo como Primer Maître de Ballet de los Teatros Imperiales de San Petersburgo en Rusia, Jules Perrot presentó una producción elaboradamente ampliada de Ondine, ou La Naïade bajo el título La Naïade et le pêcheur (La náyade y el pescador) en el Teatro Bolshói Kámenny el 11 de febrero de 1851. Para la producción, Cesare Pugni, que había acompañado a Perrot a Rusia, revisó y amplió su partitura original de 1843. La producción se estrenó con gran éxito.
El 23 de julio de 1851, Perrot presentó su producción para una actuación en el Palacio Peterhof, para las celebraciones en honor al onomástico de la Gran Duquesa Olga Nikolaevna, hija del emperador Nicolás I, Para la actuación, se erigió un escenario sobre el agua del lago del Pabellón Ozerky.
Marius Petipa repuso La Naïade et le pêcheur de Perrot para el Ballet Imperial en varias ocasiones a lo largo de su carrera como Primer Maître de Ballet durante la segunda mitad del siglo XIX. En 1867 revisó gran parte de la coreografía para la interpretación de Ekaterina Vazem, con Pugni componiendo dos nuevas variaciones especialmente para su interpretación. Petipa luego organizó sus propias versiones completas de la obra de larga duración:
- 7 de noviembre de 1874 para la prima ballerina Eugenia Sokolova, con revisión musical de Ludwig Minkus.
- 2 de octubre de 1892 para la prima ballerina Anna Johansson, con revisión musical de Riccardo Drigo.

El nieto de Cesare Pugni, Segundo Maître de Ballet de los Teatros Imperiales y el ex primer bailarín Alexander Shiryaev, montaron una reposición de La Naïade et le pêcheur especialmente para la primera bailarina Anna Pávlova. La reposición se estrenó el 20 de diciembre de 1903, y fue la última puesta en escena del ballet de Perrot realizado en la Rusia imperial, aunque el ballet de larga duración continuó siendo realizado por el ballet de Leningrado hasta 1931.
El maestro de ballet Pierre Lacotte organizó una reposición del ballet de Perrot bajo el título Ondine para el Ballet Mariinski, una producción que se estrenó el 16 de marzo de 2006 en el Teatro Mariinski de San Petersburgo, con una nueva versión de la partitura de Cesare Pugni ensamblada a partir de su composición original de 1843 y su edición revisada de 1851.
Frederick Ashton rindió homenaje a Perrot con su propia coreografía con la música de Hans Werner Henze, incorporando su propia versión de Shadow Dance en el primer acto.